# 団体交渉
団体交渉（だんたいこうしょう, Collective Bargaining）とは、労働組合が、使用者又はその団体と労働協約の締結その他の事項に関して交渉すること。団交（だんこう）と呼ぶことも多い。
OECD加盟国労働者の3人に1人は、その賃金と労働条件は団体交渉による労働協約によって決定されている。

## 種別
OECDは団体交渉システムを以下の5つに分類している。上位レベル（産業セクター）で締結された協定を、企業レベルで変更可能な余地があるかは様々である。場合によっては、賃金調整（輸出セクターと国内セクター間、もしくは企業間）がなされることがある。
中央集権的で柔軟性の弱い団体交渉制度
産業セクターでの協定が強力であり、下位レベルでの逸脱は可能だがほとんどない。賃金調整は殆ど無い。 フランス、アイスランド、イタリア、ポルトガル、スロベニア、スペイン、スイスなど。
中央集権的で柔軟的な団体交渉制度
産業セクターでの協定が強力であり、下位レベルでの逸脱は限定的なものである。一方、賃金調整はセクター共通で強固である。ベルギー、フィンランドなど。
組織分権的かつ柔軟的な団体交渉制度
産業セクターでの協定は重要だが、下位レベル協定で修正できる余地が大きい。オーストリア、デンマーク、ドイツ、オランダ、ノルウェー、スウェーデンなど。
大きく分権化された団体交渉制度
企業レベルでの交渉が主であるが、産業セクターレベルの交渉も役割を果たしている。日本（春闘として独自の形式を持つ）、豪州、アイルランドなど。
完全に分権化された団体交渉制度
団体交渉は企業または事業所レベルに限定され、政府の影響力は殆ど無いか限定的。カナダ、チリ、チェコ共和国、エストニア、ハンガリー、韓国、ラトビア、リトアニア、メキシコ、ニュージーランド、ポーランド、トルコ、英国、米国など。
OECDは、中央集権型または組織化された分散型のグループは、完全分散型なグループよりも、より良い労働市場をもたらしていることを示唆している。たとえば女性・若者・低スキル労働者の失業率、不完全雇用パートタイマー率の低さに表れている。

## 国際労働条約
国際労働機関（ILO）第98号条約（団結権及び団体交渉権についての原則の適用に関する条約）は、団体交渉権を認め、政府はそれを促進する措置を行うよう求めている。Fundamental convention（中核的労働基準）のひとつであり、日本はこれを批准している。

## 日本
日本では、労働組合と会社間の交渉のうち、特に日本国憲法第28条及び労働組合法によって保障された手続きにのっとって行うものをいう。これらの手続きによらない交渉は一般に労使協議として区別される。団体交渉にこのような手続きを保障しているのは、労働組合法は労使の対立を前提とした法制度であり、交渉が決裂したときにはストライキなどの争議行為を予定しているためである。
使用者は、誠実交渉義務により、労働組合より申し入れられた団体交渉を正当な理由なくして拒否する事はできない。正当な理由のない団体交渉拒否は不当労働行為となる（労働組合法第7条第2号）。
実際には多くの会社において、団体交渉の前に、事前の労使交渉において会社の問題状況の把握と意見交換が行われていて、その席で主要な労働条件等について協議されることも多い。また、企業別労働組合が圧倒的な主流である日本においては、企業外の労働組合が参加する団体交渉は多くない。

### 団体交渉の当事者

#### 労働組合
労働組合法に定める要件を満たす労働組合のみが使用者に対して団体交渉を要求でき、それが拒否された場合には不当労働行為として労働委員会に救済申し立てをなしうる。
労働組合は団体交渉を第三者へ委任する事が可能で（労働組合法第6条）、これをもって、上部組織や下部組織、外部の労働組合が交渉に参加する権限を持つ。委任が明らかであれば当該組合の組合員である必要もないので、弁護士等の専門家でも構わない。

#### 使用者
労働組合の交渉相手となる「使用者」は、原則として労働契約上の使用者と一致するのが通常である。しかしながら、組合員との間で労働契約に近似する関係にある者については、例外的に労働組合法上の規範を及ぼすべき場合がある。具体的に認定されたケースとして以下の例がある。
子会社と団体交渉
2007年6月25日、宮城県労働委員会は、親会社に対し、親会社の経営方針により解散した子会社の従業員で組織する労働組合との団体交渉に応じるよう命じた。親会社が子会社を全面的に支配し、子会社が親会社の意思決定に反することができない構造であり、実質的な影響力などを行使していた場合には、直接の雇用関係のない親会社に使用者性と雇用責任を認めた。団体交渉とは、雇用関係がある使用者と労働組合との間で行われるものであり、直接の雇用関係のない親会社にその義務があるかが争われた。
退職者に団体交渉権を認定
住友ゴム工業の工場内で石綿を使用する工程に携わり、その後1997年及び2000年に退職後に中皮腫を発症した元社員2人及び遺族1人が、労働組合『兵庫ユニオン』を通じ、同社に対し、健康診断や補償制度確立を求め団体交渉を要求したが同社は拒否し、2006年11月に同ユニオンが、兵庫県労働委員会に救済を申し立てたが却下されたため、神戸地裁に提訴。2008年12月の一審判決は遺族1人を除く残り2人について団体交渉権を認める司法判断を示す判決を言い渡し、2009年12月の二審（大阪高裁）もこれを追認。最高裁は2011年11月11日付で兵庫県及び同社側の上告を棄却する決定をし、退職者の団交権を認める司法判断が確定した。

### 団体交渉の対象事項
団体交渉における議題は、法律では特段決まっていないが、その内容により区別して考える必要がある。
義務的交渉事項
労働者が団体交渉を要求した際に使用者が団体交渉を拒否できない事項を指す。賃金や労働時間など、労働条件その他の労働者の待遇及び労使関係のルールなどとされている。
任意的交渉事項
使用者が任意に応じる限りで団体交渉の議題となる事項を指す。人事権や経営権、生産に関する事項などをはじめ、使用者の専権事項に属するものが想定されている。もっとも、経営権に属するものであっても組合員の雇用や労働条件に関する限りは義務的交渉事項となり、人事権のうち個々の労働者の解雇・配転等の事後処理についても義務的交渉事項となると解釈されている。

### 団体交渉の現況
厚生労働省の調査によると、過去3年間（平成26年7月1日 - 平成29年6月30日）において、使用者側との間で行われた団体交渉の状況をみると、「団体交渉を行った」67.6%（平成27年調査67.8%）、「団体交渉を行わなかった」32.0%（同32.2%）となっている。「団体交渉を行った」労働組合について、交渉形態（複数回答）をみると、「当該労働組合のみで交渉」84.1%（同87.7%）が最も多く、次いで「企業内上部組織又は企業内下部組織と一緒に交渉」12.0%（同11.4%）、「企業外上部組織（産業別組織）と一緒に交渉」4.3%（同3.0%）などとなっている。

### 学生運動における団体交渉
1960年代の学生運動が盛んな時期には、学校の運営当局、教授陣と学生らが団体交渉を行う事例も現れた。1969年10月28日の朝日新聞広告欄には、法政大学法学部長から学生に向け、団体交渉の開催を通告する広告が掲載されるなど大掛かりなものもあった。